# Ivo Toman (podnikatel)
Ivo Toman (* 23. února 1966 Frýdek-Místek) je český podnikatel, spisovatel, školitel, mentor, odborník na lidskou motivaci, autor: Magická motivační minutka Iva Tomana je také autor řady motivačních knih a nahrávek.

## Biografie
Ivo Toman se narodil v roce 1966 ve Frýdku-Místku se zdravotním handicapem – trpěl Touretteovým syndromem. V 6 letech dostal navíc meningitidu.
Po absolvování gymnázia zakončeného maturitou odešel na Vysokou školu lesníctva a drevárstva (VŠLD) do Zvolena, kterou dokončil v roce 1988.
Po roce 1989 se stal prodejcem v přímém prodeji. Privatizoval stolárnu v Havířově. V 29 letech se dostal do milionových dluhů. Založil firmu Taxus International. Začal s potravinovými doplňky, posléze firma expandovala na Slovensko a do Maďarska s dalšími produkty.
V roce 2002 se přestěhoval do Prahy. Se svou bývalou manželkou Martinou začal vyvíjet revoluční výuku angličtiny, kterou v roce 2004 uvedl do praxe na český i zahraniční trh.
Ivo Toman pořádal motivační kurzy a vedl školení v oboru osobního rozvoje. Napsal několik knih a nahrál několik vzdělávacích audio a video programů.
Metody osobního rozvoje jednotlivců a marketing shrnul na přelomu roků 2006/2007 do nového vzdělávacího videoprogramu s názvem Instinkt zabijáka.
Ivo Toman přispívá částí svých příjmů na charitu osobám se zdravotním postižením.[zdroj?]
V roce 2008 byl oceněn zařazením do Almanachu 1000 Leaders of Czech Republic. V roce 2009 získal cenu malého delfína od České marketingové společnosti, jako Marketér roku 2009.
Dne 29. 3.2012 v Bratislavě byl vyhlášen jako Nejprodávanější autor roku 2011 v síti knihkupectví Panta Rhei.
Získal cenu Osobnost vzdělávání dospělých v kategorii Praktická aplikace vzdělávání dospělých a andragogiky za rok 2015.

## Publikace
Knihy:
- Absťák - „přestaňte kouřit bez absťáku a přibírání na váze“
- O úspěchu - „co vede k úspěchu a naopak“
- Motivace zvenčí je jako smrad - kniha s podtitulem „...za pár hodin se vyvětrá“
- Debordelizace hlavy – kniha s podtitulem „Zprimitivněte k úspěchu“
- Úspěšná sebemanipulace - kniha s podtitulem „Tajemství vnitřní mluvy“
- Jak začít multi level marketing - strašák nebo příležitost
- Jak budovat multi level marketing - kudy cesta vede a kudy ne
- Stroj na peníze 1 – Námitky a jak na ně
- Stroj na peníze 2 – Ruské kolo
- Štěstí na míru - Kolik štěstí můžeme mít?
- Posedlost úspěchem - síla, která tvoří i ničí
- Sebedůvěra, sebevědomí a jak je zvýšíte
- Kurvítka v hlavě - Proč i chytří lidé jednají hloupě
- Debordelizace vztahů - Zbavte se vztahových kurvítek

Motivační CD:
- Pozitivní myšlení... není pro každého
- Proč jen 5 % lidí uspěje
- Závist... si musíš zasloužit
- Jak začít multi level marketing - strašák nebo příležitost (podle stejnojmenné knihy)
- CD Ivo Toman O úspěchu
- DVD Ivo Toman O úspěchu
- Audio kniha Motivace zvenčí je jako smrad
- Audio kniha Posedlost úspěchem

Videoškolení:
- Debordelizace hlavy
- Jak najít sebevědomí
- Jak se prosadit
- Jak se zbavit trémy a strachů
- Kdo mi krade čas
- Strategie
- Marketing
- Nabídka, která opravdu prodává
- Zavádění změn ve firmách
- Systémy nepohody
- O Štěstí
- O úspěchu